# Virgula
Virgula este al treilea album de studio al formației rock Alternosfera.

## Înregistrarea
Pentru a nu fi presați de timp sau de alte circumstanțe, așa cum se întâmplă de obicei când o trupa intră într-un studio, formația a finisat întâi studioul. Tot acolo nefiind presați de timp au înregistrat bass-ul, chitarele și clapele, au făcut primele demo-uri. Înregistrarea tobelor și a vocii, mixajul, masteringul s-a făcut în studioul lui Andrei Lifenco, unul din cele mai bune studiouri din Republica Moldova (din acest considerent toate albumele formației au fost înregistrate acolo). "Virgula" este primul album la care în timpul procesului de înregistrare formația a învățat multe lucruri noi și au aplicat în practică multe cunoștințe teoretice. Au experimentat cu instrumente și soft-uri ceea ce este aproape imposibil într-un studio comercial plătit cu ora. Nu au mers la compromisuri, dat fiind faptul că în primul rând fac muzică pentru ei, iar atunci când începi să adaugi în piesă valori pe placul maselor largi realizezi că tu însuți nu mai asculți piesa și prin urmare nu mai ești convingător.

## Concept
Virgula reprezintă prima parte dintr-un triptic conceptual al formației Alternosfera, numit ePIsodia, ce cuprinde 3 CD-uri: „Virgula”, „3” și „14”. Chintesența tripticului ePIsodia gravitează în jurul celei mai importante și celebre constante matematice PI (π). Învăluită în trecut de misticism, constanta π, datorită relației sale cu natura cercului, este inseparabilă de sferă și univers. Conceptul ePIsodia își propune să devină inseparabil de Alternosfera și universul său: publicul.
Virgula reprezintă miezul tripticului ePIsodia, titlul pe care îl poartă al 3-lea album cu 14 piese: 3,14. Virgula separă și unește în același timp întregul de fracționar, raționalul de irațional, realitatea de vis, sentimentele distincte și episoadele discrete de șirul continuu al vieții, șir plasat în labirintul Alternosfera – Sfera – Cerc – π – 3,14 – al 3-lea album – Virgula – 14 piese – piesa a 3 de pe album e Virgula și are 3:14.
Cel mai recent single – „Aruncă-mi” a fost difuzat în primăvara lui 2012 și a fost No 1. în TopShow Radio Guerrilla timp de mai multe săptămâni.

## Promovare
Albumul „Virgula” va fi promovat în perioada octombrie-noiembrie 2012 iar turneul din România cuprinde până în prezent orașe precum București, Buzău, Cluj, Timișoara, Brașov, Galați, Suceava, Bacău, Constanța și Iași.

## Lista cântecelor
| #   | Titlul                 | Durata |
| --- | ---------------------- | ------ |
| 1.  | "Drumuri vecine"       | 4:35   |
| 2.  | "Lumina lacustră"      | 5:10   |
| 3.  | "Virgula"              | 3:14   |
| 4.  | "Aruncă-mi"            | 4:45   |
| 5.  | "Mută"                 | 4:28   |
| 6.  | "2000 de ani"          | 4:13   |
| 7.  | "O lume la picioare"   | 3:50   |
| 8.  | "Deja străină"         | 3:58   |
| 9.  | "Două Eve"             | 4:46   |
| 10. | "Prea departe te simt" | 4:13   |
| 11. | "Manole"               | 4:02   |
| 12. | "Ancora"               | 3:13   |
| 13. | "Sentința"             | 5:25   |
| 14. | "Final"                | 3:45   |